# Team JVA
Team JVA (od Team John Village Automotive) – brytyjski zespół wyścigowy, założony w 1980 roku przez byłego kierowcę wyścigowego Johna Village z bazą w Chesterfield w hrabstwie Derbyshire. W historii startów ekipa pojawiała się w stawce Formuły Vauxhall Lotus, Europejskiej Formuły 3000, Formuły Renault 2000 Masters, 3000 Pro Series, Międzynarodowej Formuły Master oraz A1 Grand Prix.

## Starty

### A1 Grand Prix
| Rok       | Bolid      | Kierowcy       | Wyścigi | Wygrane | PP | NO | Pkt | M.Z. |
| --------- | ---------- | -------------- | ------- | ------- | -- | -- | --- | ---- |
| 2005/2006 | Lola-Zytek | A1 Team Canada | 22      | 1       | 0  | 0  | 59  | 11   |
| 2006/2007 | Lola-Zytek | A1 Team Canada | 22      | 0       | 0  | 1  | 33  | 11   |
| 2007/2008 | Lola-Zytek | A1 Team Canada | 20      | 1       | 2  | 1  | 75  | 9    |